# Enantiophoenix
Enantiophoenix is een geslacht van uitgestorven vogels dat behoort tot de Enantiornithes. Het leefde tijdens het Vroeg-Krijt (ongeveer 93 miljoen jaar geleden) en zijn fossielen zijn gevonden in Libanon.

## Naamgeving
Vijfentwintig kilometer ten noordoosten van Beiroet bevindt zich in een steengroeve bij het dorp Nammoûra op het linkertalud van de Ouadi al Gaboura een Konservat-Lagerstätte met fossielen van uitzonderlijke kwaliteit. Deze worden door de lokale fossielenhandel gewonnen en verkocht. Eind twintigste eeuw werd door het Museo Civico di Storia Naturale di Milano een zeldzaam vogelfossiel verworven, het eerste uit het noorden van Gondwana. Het stuk werd in 2002 beschreven door Fabio Dallo Vecchia en Luis Maria Chiappe maar nog niet benoemd.
In 2008 benoemden Andrea Cau en Paolo Arduini, na verdere preparatie, de typesoort Enantiophoenix electrophyla. De geslachtsnaam verbindt een verwijzing naar de Enantiornithes met de phoenix, een vogel uit de Griekse mythologie. Dit verwijst weer naar de Feniciërs die Libanon bewoonden, waarvan de naam weer afgeleid is van purper. De soortaanduiding betekent 'barnsteenminnend' in het Grieks en verwijst naar de aanwezigheid van vier korreltjes barnsteen, wellicht in de buikholte. Zulke korreltjes zijn wel soms in de lagen aangetroffen maar overigens nooit in verband met een fossiel.
Het holotype MSNM V388 bestaat uit een skelet zonder schedel op twee gespleten blokken. Het bewaart een synsacrum, ribben, een schouderblad, beide ravenbeksbeenderen, een vorkbeen, een borstbeen, een stuk darmbeen, een schaambeen, stukken zitbeen, de middenvoetsbeenderen, vier teenkootjes, vier voetklauwen, schachten van pijpbeenderen, resten van nog eens twee kootjes en twee klauwen en omzettingsresten van veren. Het skelet ligt niet in verband maar is bewaard als een dichte opeenhoping van losse botten. Het werd vermoed dat het kadaver van de vogel na in zee gespoeld te zijn door een roofdier gegrepen werd en als braakbal weer uitgespuwd.

## Beschrijving
Enantiophoenix was klein van formaat, niet langer dan vijftien centimeter. De middenvoeten zijn slechts achtentwintig millimeter lang.
In 2008 werd één enkele autapomorfie vastgesteld waarin Enantiophnoenix zich onderscheidt van alle andere bekende vogels. Het schouderblad is aan de zijde van het ravenbeksbeen ietwat ingesnoerd terwijl de processus acromialis niet ver naar voren uitsteekt; tussen beide is het blad verticaal afgeplat. Latere onderzoekers hebben getwijfeld aan de geldigheid van dit kenmerk.
Het enige bekende skelet van deze soort bevat de botten van de schoudergordel, een deel van het borstbeen en het bekken en de meeste poten (Cau & Arduini, 2008). De achterpoten waren voorzien van grote gekromde klauwen ook op de eerste teen, waarschijnlijk geschikt voor het grijpen van boomtakken. Er zijn enkele skeletelementen die duiden op het behoren van Enantiophoenix tot de groep van Enantiornithes, bijvoorbeeld de specifieke positie van het foramen coracoideum voor de supracoracoïde zenuw die de coracoïdeus kruiste, de vorm van het ravenbeksbeen zelf, met een bolle buitenrand, en de aanwezigheid van een benige tuberkel waar enkele pezen op de middenvoet waren ingebracht. Bovendien had het schouderblad een laag acromion en was er een zwakke vernauwing in het scapulierblad. Ten slotte is de middenvoetsknobbel op de mediale rand van het tweede middenvoetsbeentje het kenmerk dat Enantiophoenix het meest onderscheidt van vergelijkbare dieren. Basaal is dat het vorkbeen een U-vorm heeft maar het draagt wel een hypocleidum.

## Fylogenie
Enantiophoenix behoorde tot de Enantiornithes ('tegengestelde vogels'), een grote groep vogels die bloeide tijdens het Krijt. In het bijzonder was Enantiophoenix volgens de analyse uit 2008 de meest basale vertegenwoordiger van de avisauriden (Avisauridae), een groep Enantiornithes die een globale verspreiding had in Zuid-Amerika, Noord-Amerika en West-Europa, en waarvan de voorouders wellicht in sommige vormen van Oost-Azië te vinden zijn.

## Betekenis van de vondst
Enantiophoenix vormt een soort tussenstadium in de verspreiding van avisauriden die typisch zijn voor de westelijke continenten, aangezien de voorouders van deze groep in Azië zijn gevonden. Verder is Enantiophoenix de oudste vogel gevonden op de Afrikaanse continentale plaat (waaronder Libanon).

## Levenswijze
Het fossiel geeft aan dat dit dier in bomen leefde: de gebogen klauwen zorgden er bijvoorbeeld voor dat Enantiophoenix de takken van bomen stevig kon vasthouden. Op het fossiel werden ook bolletjes van barnsteen gevonden, tot 1,8 millimeter in diameter: het lijkt erop dat deze vogel zich af en toe voedde met hars (dat met fossilisatie verandert in barnsteen). Vandaar de soortaanduiding electrophyla van het dier, wat 'barnsteeminnaar' betekent. Hars is zeer energierijk maar lastig te verteren, dus deze interpretatie is onzeker. De bomen zouden gegroeid hebben op een archipel van kleine eilanden in de Tethysoceaan.